# Linjära alkylbensensulfonater
LAS, linjära alkylbensensulfonater, är anjonaktiva tensider som framför allt används i tvättmedel. LAS löser upp fett och oljor. De fungerar bäst i en basisk miljö och löser sig bäst i varmvatten. 